# Wilson Paim
Wilson Paim (Alegrete, 24 de outubro de 1962) é um cantor e compositor brasileiro de música regional gaúcha. Seus maiores sucessos são "Reencontro", "Ainda Existe Um Lugar" e "Vitória Régia" que conta com a participação de Shana Müller.

## Biografia
Aos 17 anos, participou pela primeira vez de um festival de música nativa. A primeira música que gravou foi Martim Pescador (José V. Leães/ Adroaldo Mendes Machado) no festival 3ª Coxilha Nativista de Cruz Alta, em 1983. Esta, intitulou seu primeiro LP, que seria lançado de forma independente em 1985.
Em 1989, depois de classificar e se apresentar no festival 1º Rimula da Canção Regional (Rimula Shell), em São Paulo, uma composição entre cinco mil concorrentes, e de se apresentar neste festival que foi transmitido para todo Brasil pelo SBT, Paim concluiu que a música gaúcha também poderia fazer parte do contexto da música regional brasileira. Decidiu, então, iniciar um intercâmbio musical. Naquele mesmo ano, por sugestão de Sérgio Reis, regravou Cidadão (de Lúcio Barbosa - gravação original de Zé Geraldo), e, por parte de muitos gaúchos, recebeu inúmeras críticas por incluir no seu repertório canções que não tivessem identificação direta com o Rio Grande do Sul.
A consagração de Wilson Paim ocorreu após 13 álbuns lançados, em 1996, através de um projeto inusitado: lançou um CD cantando músicas natalinas, intitulado Natal Gaúcho, que vendeu mais de 100 mil cópias em apenas 45 dias. Foi o 7º músico gaúcho a receber Disco de Ouro.
Além, dos CDs de carreira, gravou “CDs especiais”, como Wilson Paim Canta Lupi (1998), reunindo obras do compositor Lupicínio Rodrigues;  o CD Ave Maria (1998), e Homenagem às Mães na Voz de Wilson Paim (2006).
Em 2008, lançou Quando o Verso Sai da Alma - Wilson Paim interpreta José Antônio Macedo pelo selo Suldiscos. No ano seguinte, o DVD Wilson Paim ao Vivo na Casa da Cultura foi o primeiro da carreira do cantor, com lançamento simultâneo em CD, pela gravadora ACIT. O trabalho é resultado da gravação de um show de Wilson Paim, em Caxias do Sul, na Casa da Cultura, em dezembro de 2008.

## Discografia
- 1985 - Martim Pescador - independente
- 1989 - Um Canto de Amor, Apenas - Acit
- 1990 - Paixão Campesina - Acit
- 1991 - Momentos - Nova Trilha/Kives
- 1992 - Wilson Paim Interpreta Salvador Lamberty Vol. 1 - Nova Trilha/Kives
- 1993 - 17 Grandes Sucessos de Wilson Paim - Acit
- 1993 - Wilson Paim Interpreta Salvador Lamberty Vol. 2 - Suldiscos/Usadiscos
- 1993 - O Melhor de Wilson Paim - Nova Trilha/Usadiscos
- 1994 - Wilson Paim - Usadiscos
- 1995 - Coisas do Coração - Usadiscos
- 1996 - Lira da Noite - Suldiscos/Usadiscos
- 1996 - Simplesmente Romântico - Usadiscos
- 1996 - Natal Gaúcho - Usadiscos
- 1997 - Celebrações - Usadiscos
- 1998 - Acervo Gaúcho - Usadiscos
- 1998 - Ave Maria - Usadiscos
- 1998 - Wilson Paim Canta Lupi - Usadiscos
- 1999 - Universo dos Meus Sonhos - Suldiscos
- 1999 - Simplicidade - Usadiscos
- 2000 - Natal Gaúcho Vol. 2 - Usadiscos
- 2000 - Páginas Gaúchas - Mega Tchê (Usadiscos)
- 2000 - Wilson Paim nos Festivais Vol. 1 - Suldiscos
- 2000 - Natal com Wilson Paim & Convidados - Suldiscos
- 2001 - Wilson Paim nos Festivais Vol. 2 - Suldiscos
- 2001 - Wilson Paim - Série Coleções - Suldiscos
- 2002 - Botando o Coração na Estrada - Mega Tchê (Usadiscos)
- 2003 - Dos Festivais, da Vida! - SL4 Music
- 2004 - Meu Recanto - Usadiscos
- 2005 - O Espelho da Paixão - Suldiscos
- 2006 - Homenagem às Mães na Voz de Wilson Paim - Suldiscos
- 2008 - Quando o Verso Sai da Alma - Wilson Paim interpreta José Antônio Macedo - Suldiscos
- 2009 - Wilson Paim ao Vivo na Casa da Cultura

## Prêmios e indicações

### Prêmio Açorianos
| Ano  | Categoria                     | Indicação                    | Resultado |
| ---- | ----------------------------- | ---------------------------- | --------- |
| 2002 | Intérprete de Música Regional | Wilson Paim                  | Venceu    |
| 2002 | Disco de Música Regional      | Botando o Coração na Estrada | Indicado  |
| 2009 | Intérprete de Música Regional | Wilson Paim                  | Indicado  |